# روایت ناتمام یک فصل معلق
نمایش روایت ناتمام یک فصل معلق به به کارگردانی هومن سیدی، در سی شهریورماه ۱۳۹۱ در مجموعه تئاتر شهر به روی صحنه رفت.

## دست اندرکاران
نمایش روایت ناتمام یک فصل معلق به نویسندگی و کارگردانی هومن سیدی در کافه تریای اصلی مجموعه تئاتر شهر روی صحنه رفت. ساقی عطایی و حسین ایرجی دستیار کارگردان،بهزاداسحاقی مدیر صحنه،مرتضی اکبری نژاد و سعید کرمی دستیاران صحنه این کار بود.
باران کوثری ، هومن سیدی،آزاده صمدی، هوتن شکیبا، نوید محمدزاده، امیر جدیدی، نفیسه میر شمسی به عنوان بازیگر حضور دارند.
حبیب رضایی مشاور کارگردان این نمایش بود. نفیسه میرشمسی علاوه بر بازی، طراحی صحنه را نیز بر عهده داشت.

## خلاصه نمایش
سه داستان به هم پیوسته را روایت می‌کند که قصه‌هایی اجتماعی با تمرکز روی دغدغه آدم‌ها هستند.

## توقیف نمایش
عباس غفاری درباره توقف اجرای نمایش محیطی "روایت‌های ناتمام یک فصل معلق" به کارگردانی هومن سیدی به مهر گفت: چیزی که گفته شده این است که به دلیل حضور یکی از بازیگران زن نمایش که مشکل حراستی داشته این اجرا متوقف شده است. البته این حرفی است که گروه به ما گفته‌اند و ما نمی‌دانیم چه کسی یا چه نهادی این حرف را زده‌است.
سرپرست پروژه اجرای آثار محیطی در مجموعه تئاترشهر یادآور شد: البته بعد از این اتفاق پیشنهاد مدیریت مجموعه تئاترشهر و بنده به گروه این بود که با تغییر بازیگر زن نمایش از روز یکشنبه ۱۶ مهرماه اجرای عمومی اثر از سر گرفته شود. البته قرار است گروه در خصوص این پیشنهاد تصمیم‌گیری کند و در صورت موافقت اجرای نمایش "روایت‌های ناتمام یک فصل معلق" از سر گرفته شود.
وی ادامه داد: هومن سیدی کارگردان نمایش و حبیب رضایی مشاور کارگردان در حال پیگیری موضوع هستند تا مشکل را حل کنند.
حضور باران کوثری در نمایش "روایت‌های ناتمام یک فصل معلق" باعث بروز این مشکل برای گروه و نمایش شده‌است. پیش از این نیز نمایش "خشکسالی و دروغ" به کارگردانی محمد یعقوبی برای اجرا در شهر شیراز با مشکل مشابه مواجه شده بود اما با وجود تغییر بازیگر هم امکان ادامه اجرا پیدا نکرد.